# Eumélos z Korintu
Eumélos (polovina 8. století př. n. l.) byl napůl legendární řecký epický básník. Žil v Korintu. Jeho hlavním dílem je údajně epos Korintaka, který se zabývá milostným příběhem Médeie a Iásóna. Z tohoto textu a některých dalších děl se dochovaly pouze fragmenty. Složil také hymny k procesím v Délu. Mimo už zmiňovaé Korinthiaky jsou mu připisovány nedochované eposy Europia, Titanomachia a Návrat z Tróje.